# Проект „Борей“
Проектът с кодово наименование „Борей“ (т.е. северен вятър) и номер 955 е серия атомни подводници на Русия.
Предвижда построяване и въвеждане във въоръжение за стратегическите ядрени сили на Руската федерация на 8 ядрени подводници, въоръжени с междуконтинентални балистични ракети „Булава“.
Руските подводници са 4-то поколение. Към февруари 2010 г. когато Русия приема новата си военна доктрина, първата подводница по проекта е в изпитания, други две са в строеж, като същевременно започва и строителството на четвъртата. По план се предвижда до 2017 г. Русия да изгради и въведе на въоръжение всички предвидени за строителство подводници по стратегическия проект за сигурност.

## Подводници
Към момента са завършени 3 подводници от класа „Борей“:
- K-535 Юрий Долгорукий – в служба от 10 януари 2013 г.
- K-550 Александър Невски – в служба от 23 декември 2013 г.
- K-551 Владимир Мономах – в служба от 10 декември 2014 г.

Още 4 подводници са в разработка към 2016 г.